# 小島勝言
小島 勝言（こじま かつとき）は、室町時代後期の公家・武将。飛騨国司・姉小路家宗家小島家の当主。

## 略歴

### 姉小路家嫡流の継承
小島持言の子として誕生した。室町幕府の第7代将軍・足利義勝の偏諱を受け、勝言と名乗る。
勝言は姉小路家嫡流・小島家の生まれであったが、当時姉小路家は三家に分裂し、小島家の他に、古川家の古川基綱、向家（向小島家）の向之綱と、事実上3人の当主が存在し、それぞれが飛騨国司を名乗っていた。
長禄3年（1460年）から在京し、翌長禄4年（1461年）11月13日に御教書を携えて帰国しているが、前年の長録3年に小島家が管理する高山盆地にあった山科家の領地を巡って、父・持言との間で父子争論があり、その結果、持言が死亡したため、所領安堵の御教書を手に入れたものと推測される。この父子争論に乗じて、飛騨国守護代の多賀出雲入道（多賀清直）が飛騨大野郡の山科家の領地を押領したという。
寛正6年（1465年）11月にも上洛し、足利義尚の誕生を祝っている。

### 応仁の乱
応仁元年（1467年）から文明9年（1477年）にかけて京で応仁の乱が発生しているが、応仁2年（1468年）5月16日付の甘露寺親長からの奏書によると、飛騨でも勝言と古川基綱の間で所領をめぐり内紛が起きていた。
この内紛は、文明4年（1472年）頃から武力衝突に発展し、小島家、古川家、向家がともに姉小路家主流と称して相争い、文明8年（1476年）には勝言の嫡子が討ち死にした。しかし、戦況は圧倒的に有利であったようで、勝言は古川家と向家をほぼ完全に制圧していた。これは勝言が飛騨守護京極氏の西軍勢力と同盟していたからと考えられる。同8・9年には小島家が勝利し、その後に和睦したことが『大乗院寺社雑事記』に記されている。

### その後
文明12年（1480年）、勝言は領国を幕府に安堵され、小島家による姉小路家統一を確実なものとしたが、翌文明13年（1481年）に4歳の子（小島時秀）を残して死去したと思われる。この結果、古川基綱が時秀の後見となり、文明18年（1486年）5月13日、足利義政が古川基綱の所領となった小島・古川両郷に遠山加藤左衛門尉を入部させ、小笠原左京大夫・小笠原民部大輔・小笠原左衛門佐・知久民部少輔、木暮宮松に合力を命じており、3家並立の状態は存続することとなった。